# Deux Copines, un séducteur
Pour plus de détails, voir Fiche technique et Distribution.
Deux Copines, un séducteur (titre original : The World of Henry Orient) est un film américain réalisé par George Roy Hill, sorti en 1964.

## Fiche technique
- Titre original : The World of Henry Orient
- Titre français : Deux Copines, un séducteur
- Réalisation : George Roy Hill
- Scénario : Nora Johnson et Nunnally Johnson
- Photographie : Boris Kaufman et Arthur J. Ornitz
- Musique : Elmer Bernstein
- Pays de production : États-Unis
- Société de production : Pan Arts
- Société de distribution : United Artists
- Format : Couleurs — 35 mm — 2,35:1 — Son : Mono (Westrex Recording System)
- Genre : comédie dramatique
- Durée : 106 minutes
- Date de sortie : 
  - États-Unis : 19 mars 1964 (New York City, New York)
  - France : mai 1964 (Cannes Film Festival)

## Distribution
- Peter Sellers (VF : Michel Roux) : Henry Orient
- Tippy Walker (en) : Valerie "Val" Boyd
- Merrie Spaeth (en) (VF : Brigitte Morisan) : Marian Gilbert
- Paula Prentiss : Stella Dunnworthy
- Angela Lansbury (VF : Lita Recio) : Isabel Boyd
- Tom Bosley (VF : Jean Martinelli) : Frank Boyd
- Phyllis Thaxter (VF : Nadine Alari) : Mrs. Avis Gilbert
- Bibi Osterwald : Erica "Boothy" Booth
- John Fiedler (VF : René Hiéronimus) : Sidney
- Al Lewis (VF : Jacques Dynam) : le vendeur
- Fred Stewart (VF : Jean Ozenne) : le docteur
- Philippa Bevan (VF : Hélène Tossy) : Emma Hambler